# بدر كريم
بدر بن أحمد كريّم اعلامي ومذيع سعودي، وعضو سابق بمجلس الشورى السعودي، توفي عام 2015.

## السيرة الذاتية
الدكتور الاعلامي بدر بن أحمد كريم الجهني، ولد عام 1355 هـ/1935م، في محافظة ينبع

## السيرة العلمية والعملية
- عمل موظفا عام 1954م بجوازات محافظة جدة.
- مراقب للمطبوعات بالمديرية العامة للإذاعة والصحافة والنشر عام 1957م.
- مذيع بالإذاعة السعودية، حيث أعد وقدم بعض البرامج الإذاعية والمتلفزة.
- عين عام 1980م مديراً عاماً للإذاعة السعودية.
- مدير عام لمؤسسة مروى للعلاقات العامة والإعلام والإنتاج الإعلامي.
- مدير عام لوكالة الأنباء السعودية.
- عمل محاضراً في قسم الإعلام بجامعة الإمام محمد بن سعود الإسلامية بالرياض.
- حصل على الماجستير في علم الاجتماع من جامعة الملك عبد العزيز عام 1986م.
- حصل على شهادة الدكتوراة.
- اختير عام 2001م عضواً بمجلس الشورى السعودي.
- رأس الوفد الإعلامي الذي تابع زيارات الملك فيصل بن عبد العزيز.
- عضو الجمعية السعودية للإعلام والاتصال، وعضو مجلس إدارة جمعية الأمير فهد بن سلمان بن عبد العزيز الخيرية لرعاية مرضى الفشل الكلوي.
- رئيس لمركز غزوة للدراسات والاستشارات.

بدر كريم خلف الملك فيصل

## مؤلفاته
- (سنوات مع الفيصل) الذي روى فيه ذكريات ومواقف إعلامية له مع الراحل الملك فيصل بن عبد العزيز آل سعود على مدى أحد عشر عاماً أمضاها بدر بن كريم في متابعة النشاطات الإعلامية الرسمية للملك فيصل داخل المملكة وخارجها، تارة مذيعاً، وتارة أخرى رئيساً للوفود الإعلامية.
- «أتذكر».
- «قراءة في فلك الإعلام».
- «الكلمة المسموعة».
- «نشأة وتطور الإذاعة في المجتمع السعودي».
- «دور المذياع في تغيير العادات والقيم في المجتمع السعودي».
- «الإعلام أدوار ومسؤوليات».
- بالإضافة إلى أن له بحوثاً إعلامية، واجتماعية، كما يسهم بكتابة مقالات اجتماعيه وإعلامية في بعض الصحف والمجلات السعودية.

## وفاته
توفي الاعلامي بدر كريم صباح يوم السبت 25 شعبان 1436 هـ/13 حزيران 2015م، في الرياض بعد صراع مع المرض.